# Dyckia machrisiana
Dyckia machrisiana är en gräsväxtart som beskrevs av Lyman Bradford Smith. Dyckia machrisiana ingår i släktet Dyckia och familjen Bromeliaceae. Inga underarter finns listade i Catalogue of Life.